# 大茅埔—雙冬斷層
大茅埔—雙冬斷層（英語：Tamaopu-Shuangtung Fault），為台灣中部一條南北走向的高角度逆衝斷層，由大甲溪南岸的台中市新社區向南延伸至南投縣鹿谷鄉，長度約為55公里。大甲溪以北稱為大茅埔斷層，大甲溪以南稱為雙冬斷層。

## 地理
大茅埔－雙冬斷層位於豐原、南投兩丘陵的東界，北由台中市雙崎南方，向西南延伸，經過三叉坑、麻竹坑、大茅埔，跨越大甲溪後繼續向南延伸，經過雙連潭、外茅埔、金瓜寮、風吹下、龜子頭，跨烏溪後向南延伸經雙冬、中寮至濁水溪以南之鹿谷東方。
有學者認為1999年發生之921大地震就是車籠埔斷層與雙冬—大茅埔斷層激烈活動所生，目前屬於第一類活動斷層。